# Alaca (district)
Alaca is een Turks district in de provincie Çorum en telt 40.770 inwoners (2007). Het district heeft een oppervlakte van 1361,4 km². Hoofdplaats is Alaca.
De bevolkingsontwikkeling van het district is weergegeven in onderstaande tabel.
| 1997   | 2000   | 2007   |
| ------ | ------ | ------ |
| 51.521 | 53.193 | 40.770 |